# Попов Євген Анатолійович
Євген Анатолійович Попов (2 січня або 1 лютого 1961, Київ, Українська ССР) — український радянський хокеїст, нападник.

## Спортивна кар'єра
Вихованець київської хокейної школи «Крижинка». Капітан юніорської збірної Української РСР на зимовій Спартикіаді народів СРСР 1978 року (сьоме місце). Бронзовий медаліст на юніорському чемпіонаті Європи 1979 року (5 матчів, 2+1). В сезоні 1978/1979 провів одну гру у вищій лізі у складі київського «Сокола». Першу половину наступного сезону захищав кольори «Червоного екскаватора» — дебютанта другої ліги, а завержував у «Іжсталі», котра проводила перший сезон в еліті радянського клубного хокею. Дебютував за іжевський клуб 24 березня 1980 року у домашній грі проти московського ЦСКА (2:8). Всього за «Іжсталь» провів 10 матчів: по пять у вищій і першій лігах. У розпалі сезону 1980/1981 перейшов до харківського «Динамо», де відіграв півтора сезону. Перший гравець, який у 80-х роках пограв за всі три українські професіональні команди. Працював менеджером національної збірної України за часів Анатолія Хоменка.

## Статистика
| Сезон               | Клуб                         | Ліга                | І  | Г | П | О | ШХ |
| ------------------- | ---------------------------- | ------------------- | -- | - | - | - | -- |
| 1978-79             | «Сокіл» (Київ)               | Д-1                 | 1  | 0 | 0 | 0 | 0  |
| 1979-80             | «Червоний екскаватор» (Київ) | Д-3                 | -  | 7 | - | - | -  |
|                     | «Іжсталь» (Іжевськ)          | Д-1                 | 5  | 0 | 0 | 0 | 2  |
| 1980-81             | «Іжсталь» (Іжевськ)          | Д-2                 | 5  | 0 | 0 | 0 | 0  |
|                     | «Динамо» (Харків)            | Д-3                 | 17 | 5 | 1 | 6 | -  |
| 1981-82             | «Динамо» (Харків)            | Д-3                 | 7  | 1 | 0 | 1 | 2  |
| Всього у вишій лізі | Всього у вишій лізі          | Всього у вишій лізі | 6  | 0 | 0 | 0 | 2  |